# Roeboides bouchellei
Roeboides bouchellei és una espècie de peix de la família dels caràcids i de l'ordre dels caraciformes.

## Morfologia
- Els mascles poden assolir 8,2 cm de llargària total.[5]

## Alimentació
Menja escates de peix (caràcids, cíclids i d'altres famílies) i insectes aquàtics.

## Hàbitat
Viu en zones de clima subtropical entre 21 °C - 36 °C de temperatura.

## Distribució geogràfica
Es troba a Centreamèrica: rius del vessant pacífic (des de la península de Sona -Panamà- fins a Mèxic) i del vessant atlàntic (entre el llac de Managua i Hondures).